# Coll del Grand Ballon
El coll del Grand Ballon és un port de muntanya de la serralada dels Vosges que es troba a 1.343 msnm. Deu el seu nom al Grand Ballon, el punt culminant d'aquesta serralada, el qual voreja per l'est. Uneix Sennheim (Alt Rin) amb l'estació d'esquí de Le Markstein.

## Detalls de l'ascensió
Des de Cernay (sud-est) l'ascensió té 23,3 quilòmetres a una mitjana del 4,5%, en què se superen 1.046 m de desnivell. Aquesta ruta segueix la Route des Crêtes a través del coll de Herrenfluh (835 m), el coll de Silberloch (906 m) i el coll Amic (828 m). Des d'aquest punt manquen 6,8 quilòmetres a una mitjana del 7,6%. En un tram boscós d'aquest darrer tram hi ha dos petits trams amb llambordes. A 3 quilòmetres del cim el desnivell creix fins al 8%.
Des de Willer-sur-Thur (sud), l'ascensió es fa seguint la D138 i en 16 quilòmetres se superen 974 m de desnivell a una mitjana del 6,1%. Aquesta ruta uneix a la que procedent de Cernay arriba fins al coll Amic.
Des del sud també és possible accedir al cim per altres carreteres de menor categoria des de Saint-Amarin o Moosch. Ambdues rutes s'uneixen a Geishouse i consten de 12,5 quilòmetres de llargada a una mitjana del 7%, amb un quilòmetre final al 12%.
Des de Soultz (est) el camí segueix carreteres secundàries pels primers 12 quilòmetres, a una mitjana del 4,6%, fins a unir-se amb les altres rutes al coll Amic. En total són 19 quilòmetres de llargada en què se superen 1.072 metres de desnivell al 5,6% de mitjana.
Des de Kruth (oest) l'ascensió segueix la D27 i en 22,9 quilòmetres se superen 853 metres de desnivell al 3,7% de mitjana. Aquesta ruta s'uneix a la D431 a Le Markstein.

## Tour de França
La primera vegada que el Tour de França superà el coll del Grand Ballon fou en l'edició de 1969, i Lucien Van Impe fou el primer a coronar-lo. Des d'aleshores ha estat coronat en sis ocasions, sent la més recent el 2014.
| Any  | Etapa | Categoria | Inici      | Final           | Primer al cim              |
| ---- | ----- | --------- | ---------- | --------------- | -------------------------- |
| 2014 | 9     | 3         | Gérardmer  | Mulhouse        | Tony Martin (GER)          |
| 2005 | 9     | 2         | Gérardmer  | Mulhouse        | Michael Rasmussen (DEN)    |
| 1997 | 18    | 2         | Colmar     | Montbéliard     | Francesco Casagrande (ITA) |
| 1992 | 11    | 1         | Estrasburg | Mulhouse        | Laurent Fignon (FRA)       |
| 1976 | 7     | 3         | Nancy      | Mulhouse        | Giancarlo Bellini (ITA)    |
| 1973 | 5     | 3         | Nancy      | Mulhouse        | Charly Grosskost (FRA)     |
| 1969 | 6     | 3         | Mulhouse   | Ballon d'Alsace | Lucien Van Impe (BEL)      |